# Dodge Colt
La Dodge Colt et les Plymouth Champ et Plymouth Colt, sont des automobiles de Dodge et Plymouth entre 1970 et 1994.

## Première génération
Introduite en 1970 comme année modèle 71, la première génération de Dodge Colt était une Mitsubishi Colt Galant fédéralisée de première génération. Disponible en coupé deux portes à colonnes, toit rigide à deux portes, berline 4 portes et familiale 5 portes, la Colt avait un moteur quatre cylindres de 1 597 cm3. La disposition monocoque était traditionnelle, moteur avant et traction arrière avec jambes de force MacPherson à l'avant et un essieu arrière direct. La transmission standard était une manuelle à quatre vitesses, avec une automatique à trois vitesses en option. Le moteur produisait initialement 100 ch, mais il est tombé à 83 ch en 1972 lorsque des normes d'émissions plus strictes sont entrées en vigueur. Pour 1973, un coupé GT sportif à toit rigide a été ajouté, avec entre autres des bandes de rallye, des roues sport et une console centrale. La Dodge Colt était la réponse de Chrysler aux AMC Gremlin, Ford Pinto et Chevrolet Vega, mais comme il s'agissait d'une importation captive de Mitsubishi, la Colt était en concurrence directe avec d'autres importations japonaises, telles que la Toyota Corolla, la Honda Civic et la Datsun 1200.

## Deuxième génération

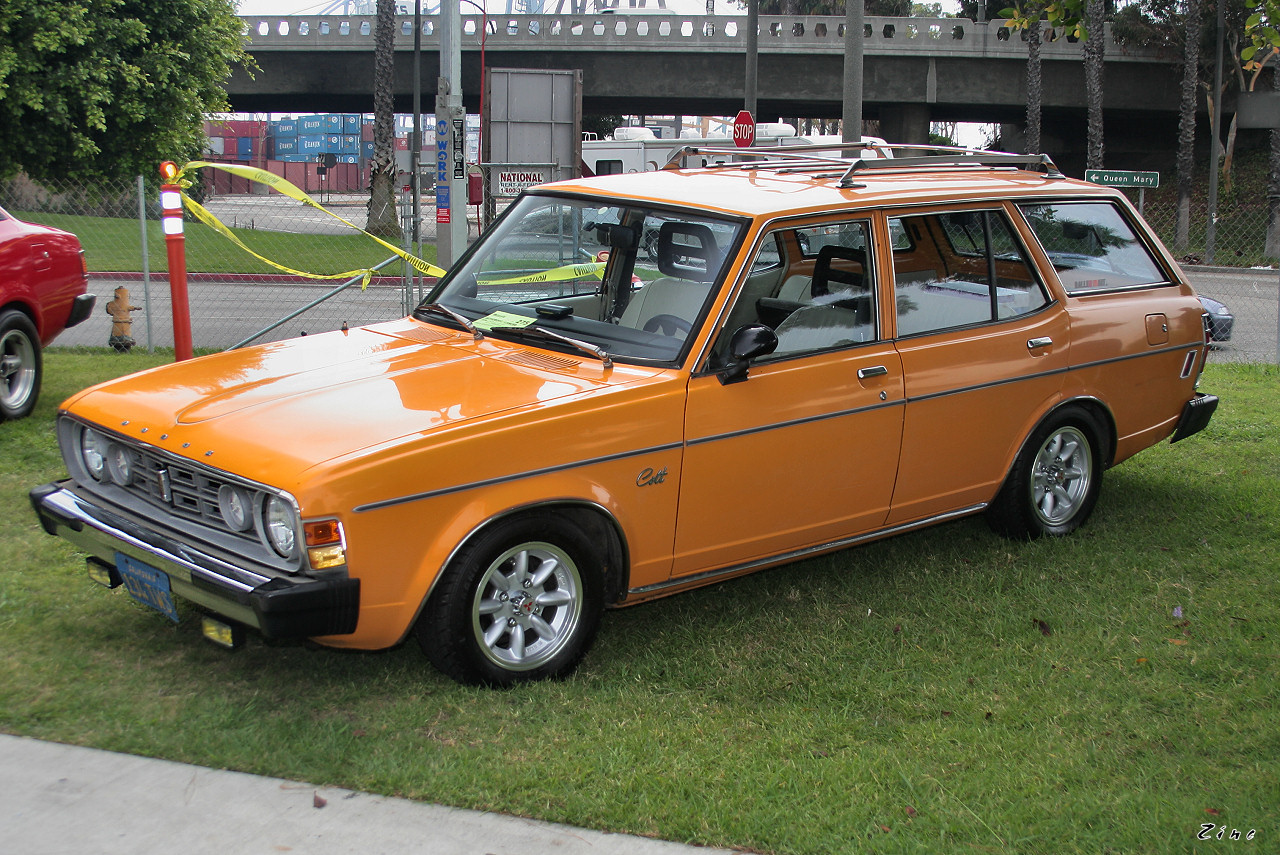
Dodge Colt Station Wagon II

Basées sur les fondements du modèle de la première génération, les berlines et coupés Galant ont reçu une nouvelle carrosserie un peu plus ronde en 1973, tandis que les breaks ont continué avec l'ancienne carrosserie et le nouveau nez. La nouvelle version, avec des phares simples plutôt que les doubles de la génération précédente, est devenue la Dodge Colt de 1974 aux États-Unis, disponible dans les mêmes styles de carrosserie que la première. Le moteur de base est également resté le même, mais un plus gros moteur "Astron" G52B est devenu disponible en option (de série dans le coupé GT). Celui-ci développe 96 ch (72 kW) à 5 500 tr/min. Les puissances varient de 79 à 83 ch (59 à 62 kW) pour le plus petit et de 89 à 96 ch (66 à 72 kW) pour le plus gros moteur dans différentes publications,.
Une boîte manuelle à quatre vitesses ou une automatique à trois vitesses est restée disponible, mais pour 1977, une cinq vitesses est devenue disponible (de série dans les coupés GT et Carousel). La Carousel, introduite en 1975 avec des pare-chocs plus grands, était plus luxueuse et arborait une peinture bleue et blanche. Pour 1977, la version "Silent Shaft" du plus petit moteur est devenue disponible, et a été installée comme équipement standard dans les GT et Carousel. L'introduction de la nouvelle Dodge Colt "Mileage Maker" signifiait qu'il y avait un mélange des modèles de la deuxième et de la troisième génération en 1977. Les toits rigides à 2 portes et les breaks de la deuxième génération se sont poursuivis aux côtés des «Mileage Maker» 2 et 4 portes. Le break était également disponible avec une finition "Estate", comprenant une applique en grain de bois et des sièges réglables inclinables.
Ce modèle était également vendu en tant que Dodge Colt 1600 GS en Afrique du Sud, uniquement en tant que coupé à toit rigide deux portes.

## Troisième génération

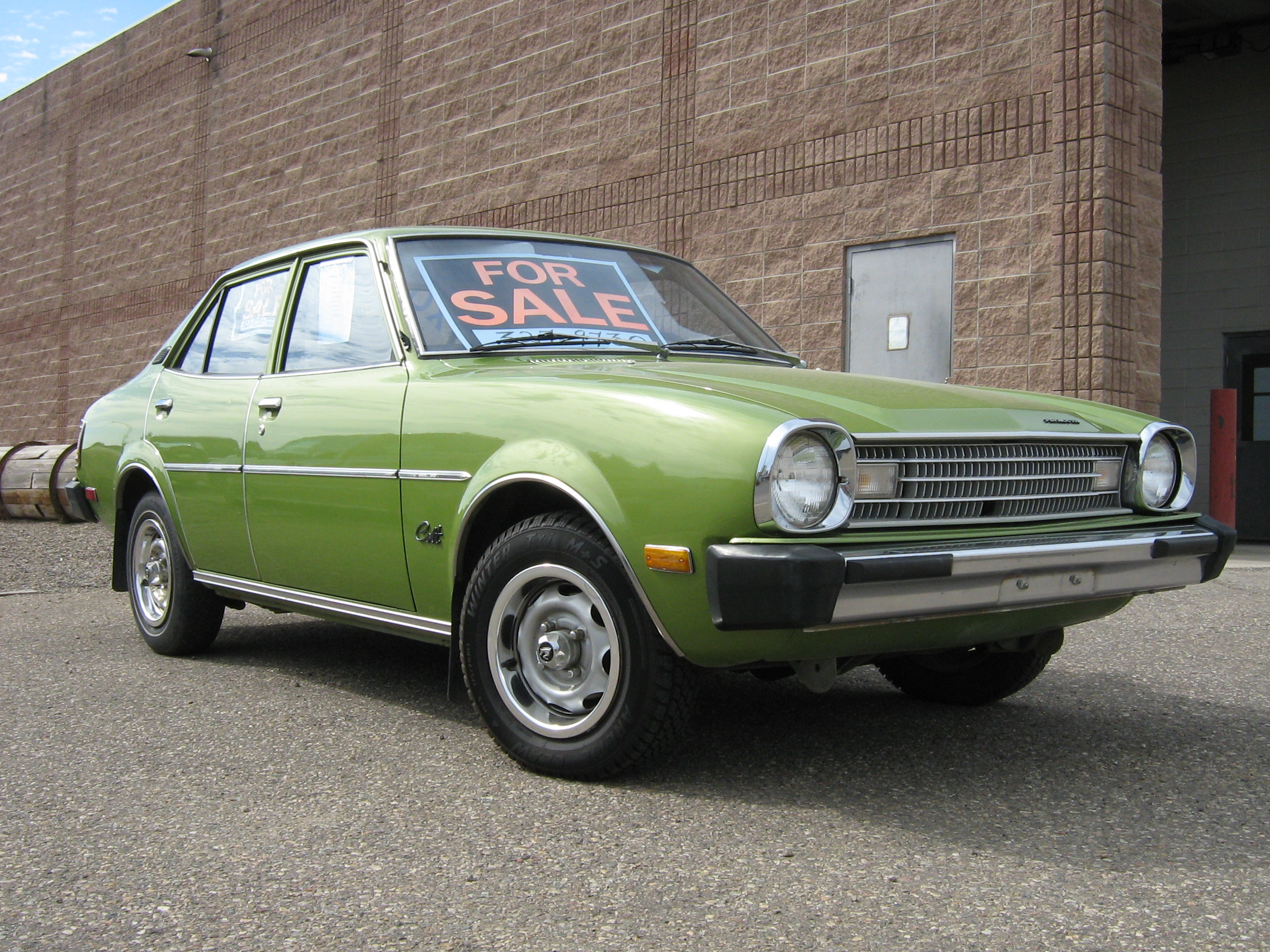
Plymouth Colt I

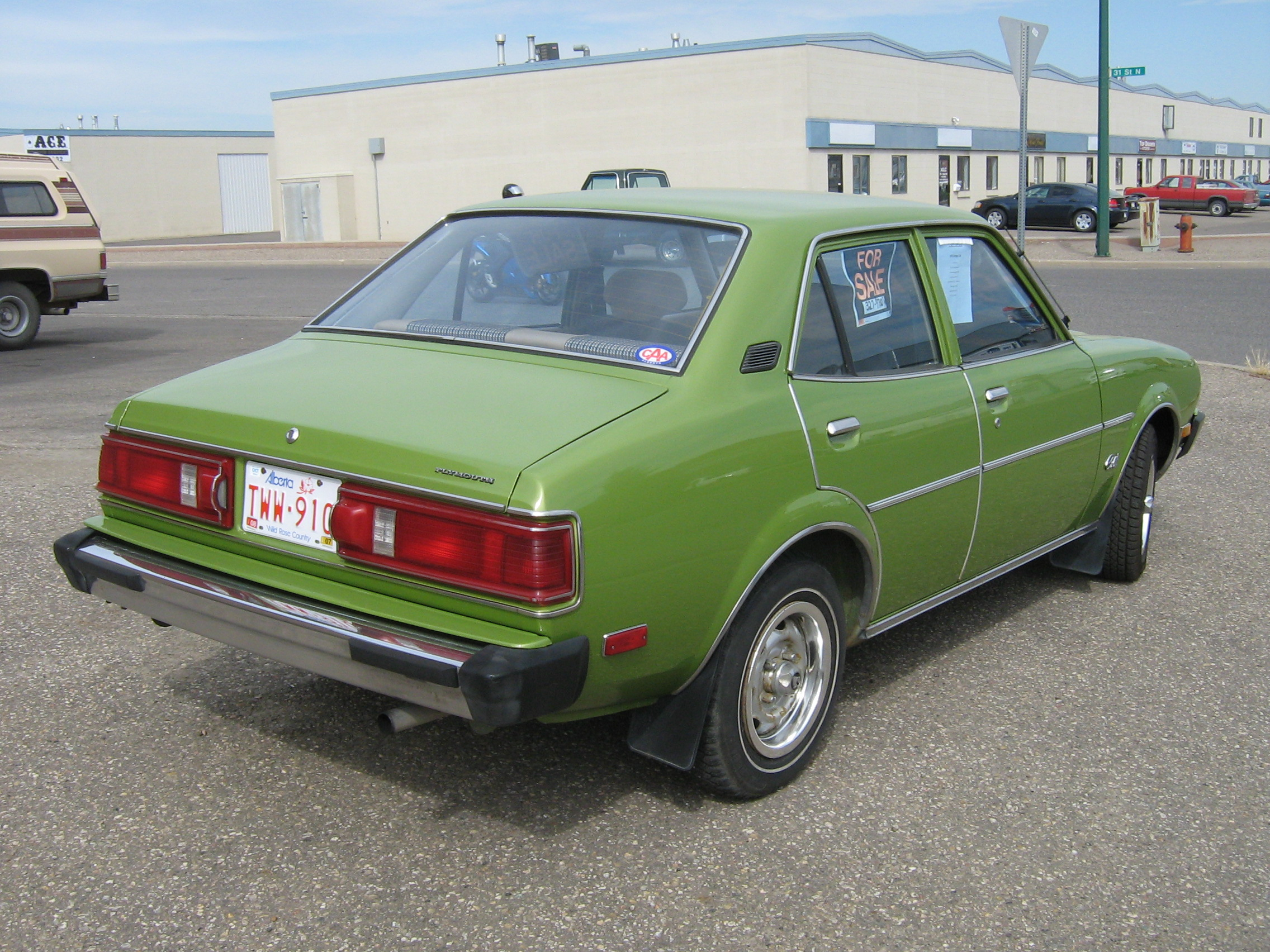
Plymouth Colt I

La troisième génération de Dodge Colt était en fait composée de deux gammes: les coupés et les berlines appartenaient à une gamme plus petite basée sur la Lancer, tandis que les breaks étaient basées sur la nouvelle Mitsubishi Galant Sigma. À la fin de 1976, pour l'année modèle 1977, la plus petite Mitsubishi Lancer de la série A70 est devenue la Dodge Colt, avec un coupé deux portes et une berline quatre portes. Alors que l'empattement n'était que légèrement plus court que celui de la deuxième génération de Colt, la longueur totale était passée de 171,4 à 162,6 pouces (4346 à 4130 mm). La nouvelle Colt était également appelée la Dodge Colt "Mileage Maker" pour la marquer comme différente de sa prédécesseur plus grande. Les versions coupé et break de la deuxième génération sont restées en vente pour l'année modèle 1977.
Le moteur était l'itération familière 4G32 de la famille de moteurs Saturn de Mitsubishi, de 1 597 cm3 et toujours avec 83 ch à 5 500 tr/min. Une version "Silent Shaft" (arbre d'équilibrage) de ce moteur ainsi qu'une transmission manuelle à cinq vitesses (au lieu de la transmission quatre vitesses standard) faisaient partie d'une finition "Freeway Cruise", qui comprenait également une peinture bordeaux / blanc. Pour 1978, la puissance est tombée à 77 ch avec l'introduction du système tourbillonnant "MCA-Jet".
Pour 1978, un nouveau break Dodge Colt plus grand est également arrivé, un Mitsubishi Galant Sigma rebadgé. Il est venu avec le même moteur quatre cylindres en ligne MCA-Jet de 1,6 litre que les petites berlines et coupés, mais un moteur Astron de 2,6 litres, 105 ch (78 kW) était une option, tout comme une transmission manuelle à cinq vitesses. Alors que la dernière année pour les Colt sur base de Lancer était 1979, le break a persisté aux côtés de la quatrième génération basée sur la Mirage à traction avant jusqu'en 1981 où il a été effectivement remplacé par le break domestique Dodge Aries K. Le plus gros coupé Mitsubishi Galant Lambda a également été commercialisé sous le nom de Dodge Colt Challenger à partir de 1978, bien que la partie « Colt » ait été abandonnée par la suite. Elle partageait le châssis ainsi que les options de moteur du break Colt.

## Quatrième génération

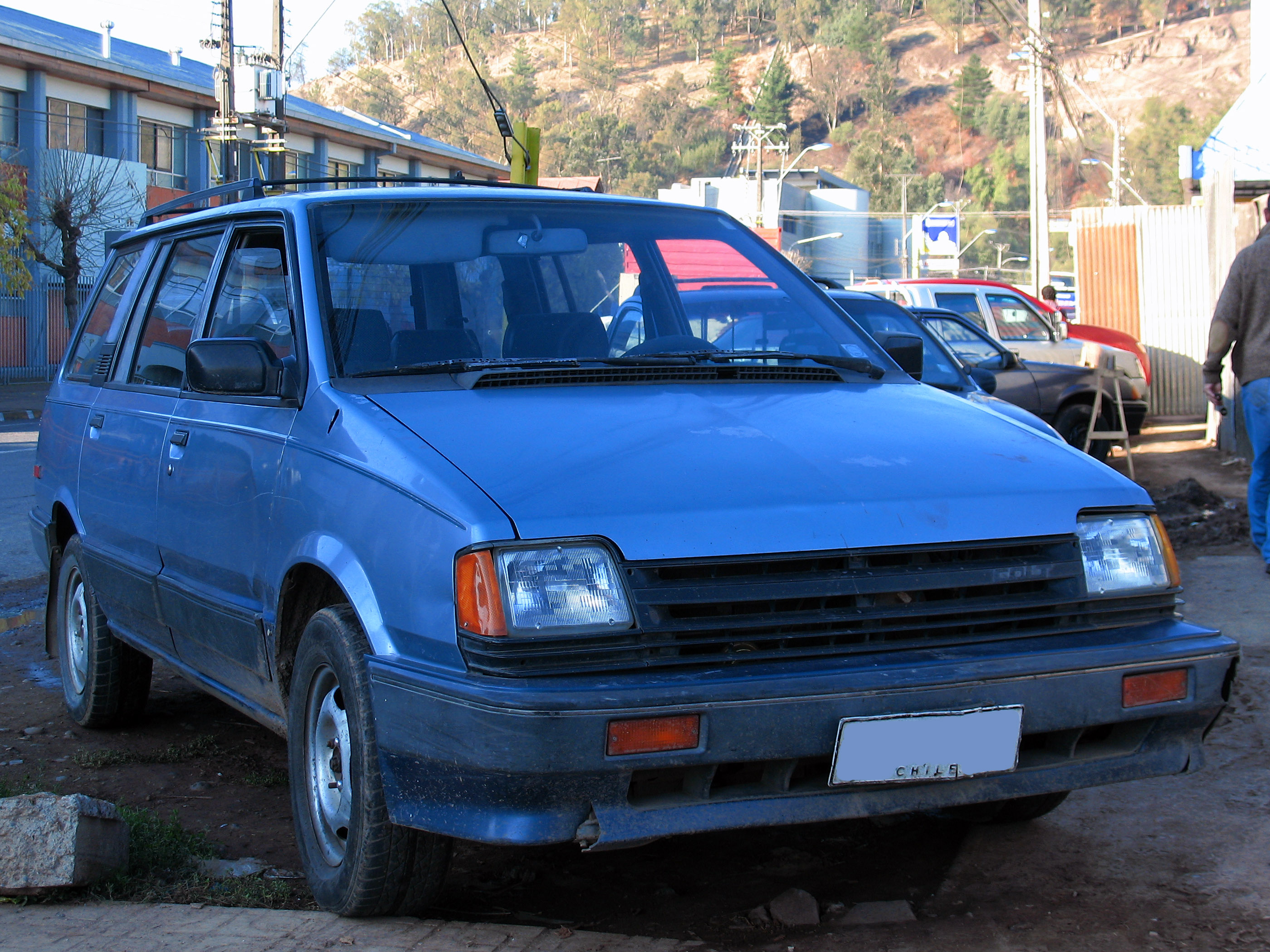
Dodge Colt Vista break

À partir de la fin de 1978, pour l'année modèle 1979, les plaques signalétiques Dodge Colt et Plymouth Champ ont été appliquées aux importations de Mitsubishi Mirage à traction avant en Amérique du Nord. La Colt et la Champ (Plymouth Colt après 1982) était un hayon à 3 portes, et est venue dans les niveaux d'équipement Deluxe ou Custom. Ces importations ont d'abord utilisé un moteur quatre cylindres en ligne Orion 4G12 Mitsubishi 1,4 litre de 70 ch, qui a reçu la cote d'économie de carburant la plus élevée de la United States Environmental Protection Agency au cours de sa première année. Ce moteur a été rejoint par le moteur Saturn 4G32 de 1,6 litre (80 ch) à la fin de l'année. Pour 1981, une version «bas de gamme» réduit à l'essentiel a été introduite. Une finition RS est également devenue disponible, avec une suspension plus rigide, un intérieur plus sportif avec des jauges supplémentaires et un réservoir de carburant plus grand.
| Ventes de Colt aux États-Unis | Ventes de Colt aux États-Unis | Ventes de Colt aux États-Unis |
| Année                         | 3 portes                      | 5 portes                      |
| ----------------------------- | ----------------------------- | ----------------------------- |
| 1979                          | 60,521                        | —                             |
| 1980                          | 83,711                        | —                             |
| 1981                          | 84,144                        | —                             |
| 1982                          | 52,355                        | 22,675                        |
| 1983                          | 46,479                        | 27,192                        |
| 1984                          | 44,724                        | 19,657                        |

Il y avait trois transmissions manuelles et une transmission automatique disponibles. Il y avait une transmission manuelle à quatre vitesses KM110, ou une nouvelle version "Twin Stick" (Mitsubishi Super Shift) de la transmission qui utilisait une boîte de transfert à deux vitesses pour donner 8 vitesses avant et 2 vitesses arrière. Il y avait également l'option d'une transmission manuelle à cinq vitesses KM119 ou d'une transmission automatique à trois vitesses TorqueFlite.
Pour 1982, un hayon à cinq portes a rejoint la gamme. Les noms des niveaux d'équipement sont passés à "E" et "DL". À un moment donné, la puissance revendiquée est tombée à 64 et 72 ch respectivement pour les petits et les gros moteurs, tandis que le moteur de 1.6 n'était disponible qu'avec la transmission automatique. En août 1983, pour l'année modèle 1984 (qui devait être la dernière année de ce modèle de Colt), le modèle GTS Turbo est arrivé avec une finition GTS atmosphérique, similaire à la précédente RS. Unique en Amérique du Nord - la Colt / Mirages turbocompressé vendu ailleurs avait un moteur de 1,4 litre - celui-ci utilisait le moteur 4G32T à injection de carburant de 1,6 litre également vu dans la Colt de nouvelle génération, fournissant 102 ch (76 kW) à 5 500 tr/min et des performances considérables. Elle comportait également la transmission Twin Stick à huit vitesses et a également reçue des freins ventilés à l'avant,. Les deux modèles GTS, disponibles avec une carrosserie à trois portes uniquement, ont reçu un réservoir d'essence plus grand de 13,2 gallons US (50 litres) plutôt que le réservoir des modèles E et DL de 10,6 gallons US (40 litres). Elles présentaient également une apparence sportive avec une suspension améliorée, des détails de garniture noircis et un grand barrage d'air avant.

## Cinquième génération
Pour le Dodge / Plymouth Colt Vista, voir Mitsubishi Space Wagon.

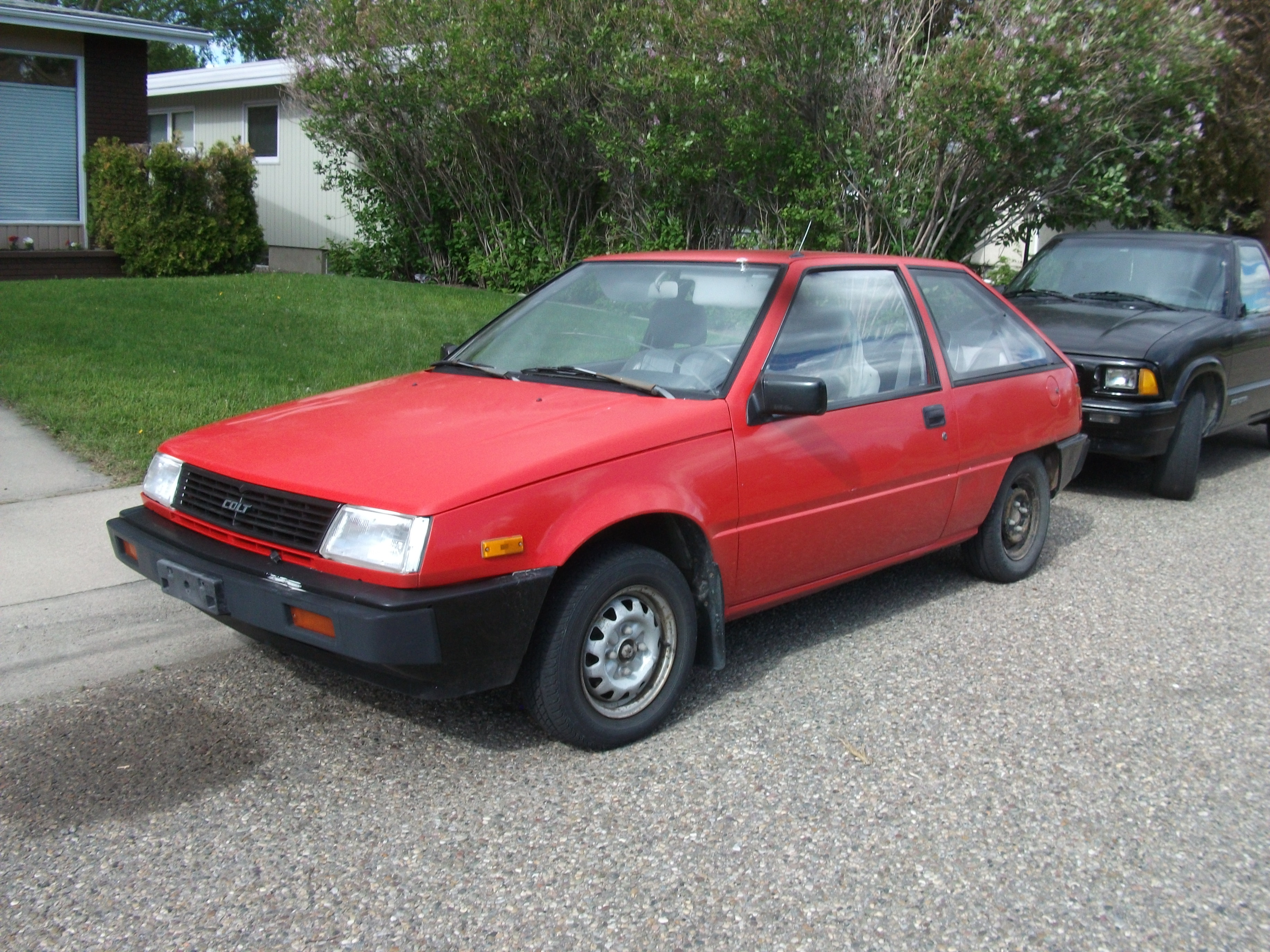
Dodge Colt 3 portes

En 1984, la cinquième génération de Dodge / Plymouth Colt est apparue (année modèle 1985). Un moteur à quatre cylindres de 68 ch et 1 468 cm3 était le moteur de base, tandis que la berline quatre portes haut de gamme Premier et les modèles GTS Turbo ont reçu le moteur 4G32BT turbocompressé de 1,6 litre déjà vu dans la dernière année modèle des Colt précédentes. Une première pour les Colt à traction avant était la disponibilité d'une carrosserie berline 2 portes, bien que ce ne soit plus disponible après 1986. À partir de 1988 (et jusqu'en 1991), cette voiture a également été commercialisée sous le nom d'Eagle Vista au Canada. Il y avait aussi un monospace / break cinq portes appelée Dodge / Plymouth "Colt Vista"; c'était simplement un Mitsubishi Chariot rebadgé.
Les premières voitures ont de petits phares rectangulaires dans des inserts noirs, tandis que les modèles ultérieurs ont reçu des unités plus aérodynamiques et encastrées. Le modèle le moins cher était la "E" (pour Economy), suivi de la "DL" et surmonté de la Premier turbocompressé (mais de courte durée) et de la GTS Turbo.
Le break Colt, bien que jamais disponible avec le moteur turbocompressé, a reçu un moteur plus puissant de 1 755 cm3 dans la version à quatre roues motrices. Contrairement à la version à traction avant, la DL 4x4 n'était pas disponible avec une transmission automatique. Alors que les Colt à hayon ont été remplacés pour 1989, le break Colt est resté disponible jusqu'à l'introduction en 1991 du break Colt basé sur le Mitsubishi RVR, qui a également remplacé le Colt Vista. Cette voiture a également été commercialisée sous le nom d'Eagle Vista au Canada.

## Sixième génération

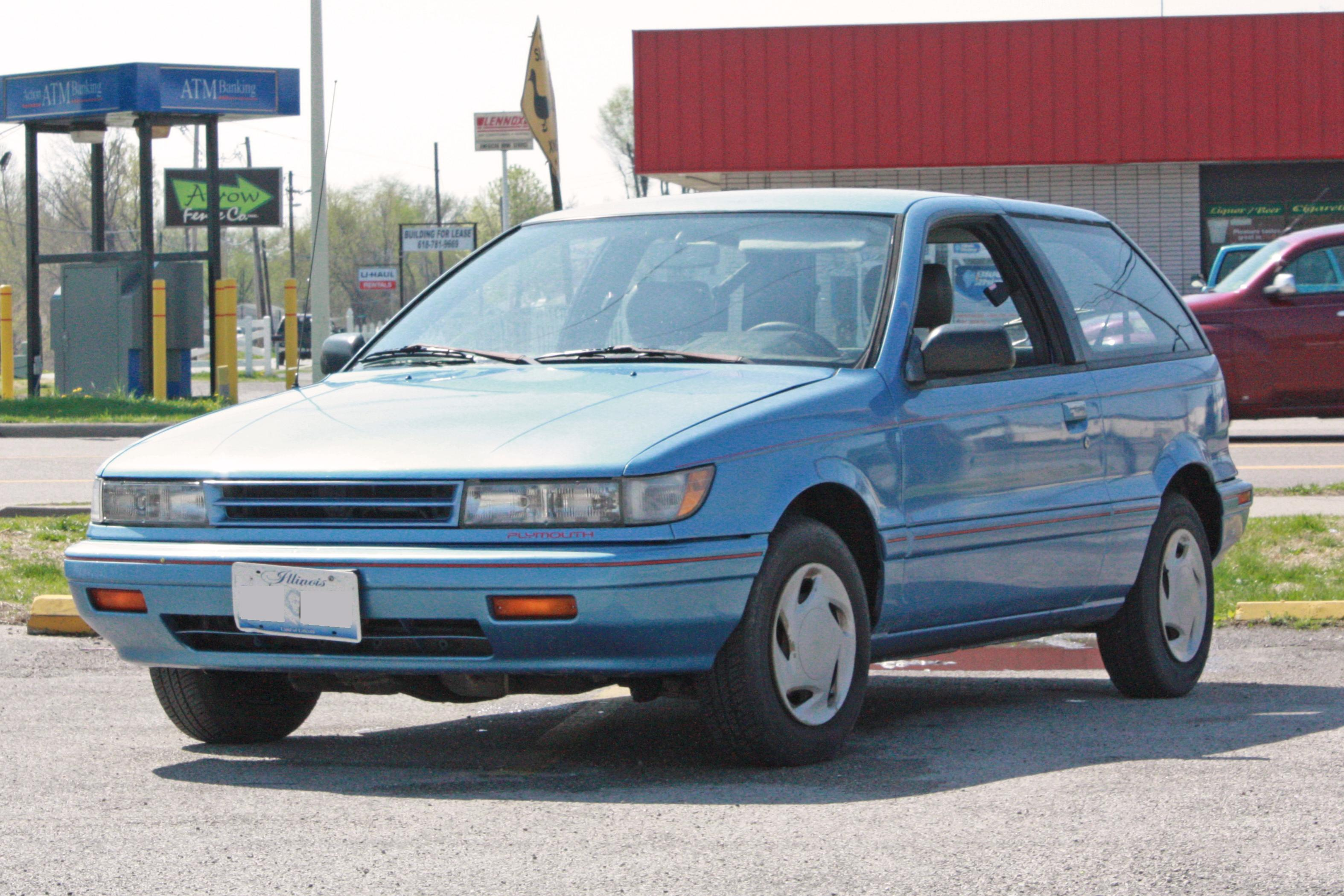
Plymouth Colt II

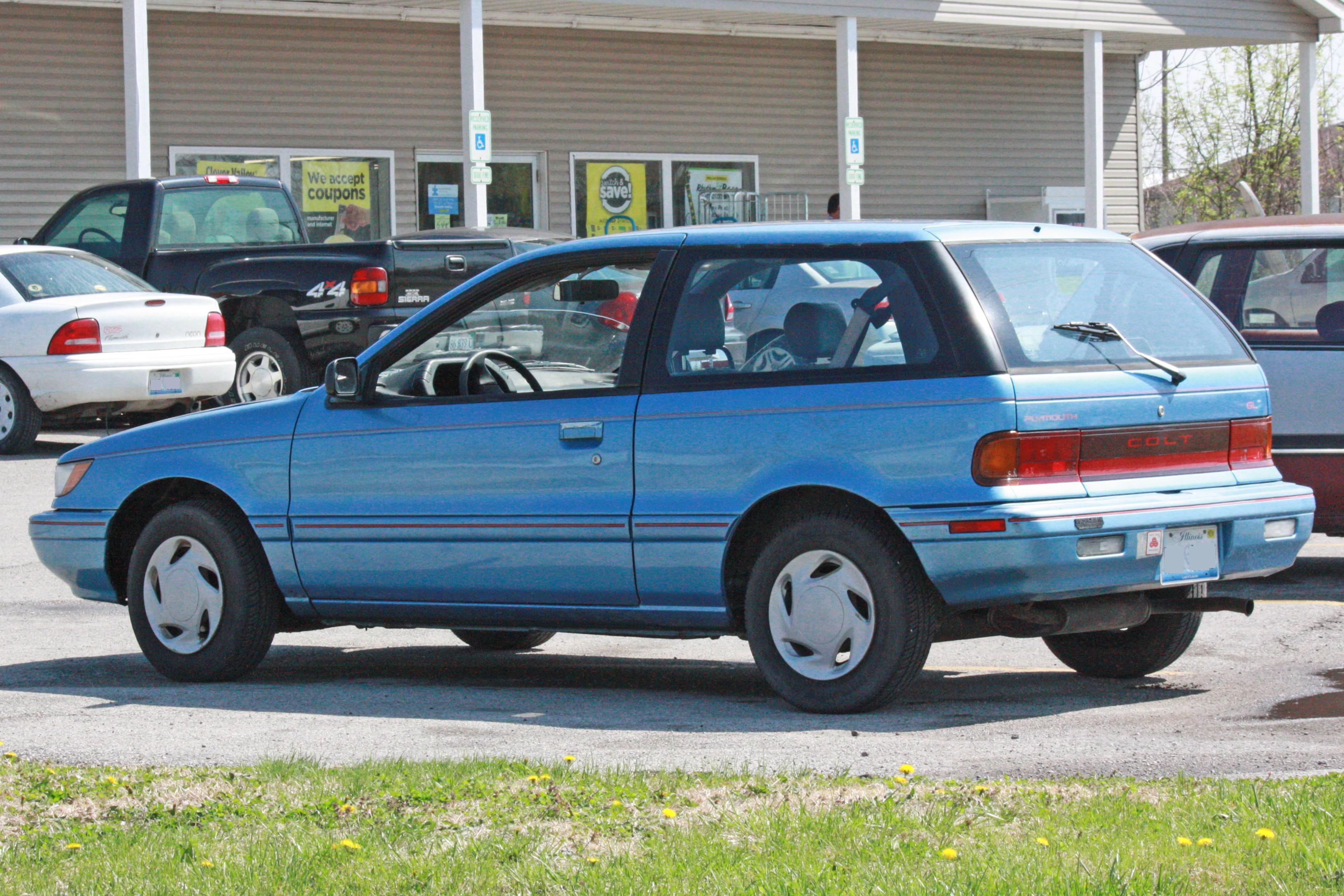
Plymouth Colt II

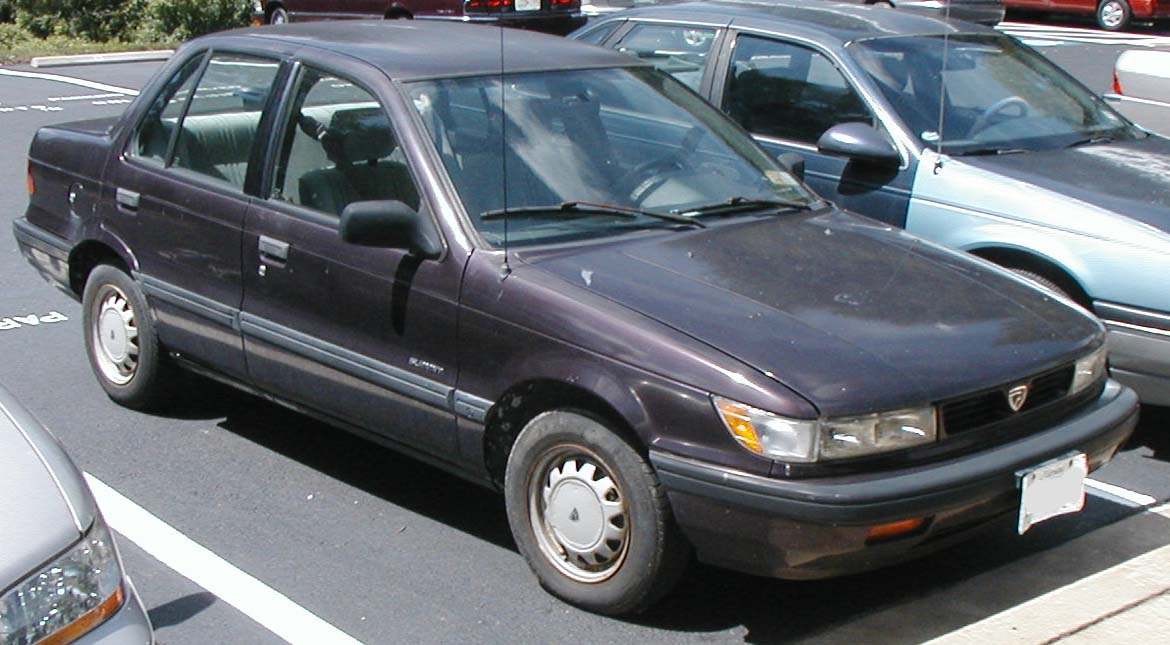
Eagle Summit I

En 1989, Eagle a commencé à commercialiser sa Summit en tant qu'autre Mitsubishi Mirage rebadgé.
Depuis la disparition de la Dodge Omni / Plymouth Horizon en 1990, le Colt était la seule sous-compacte des gammes Dodge et Plymouth. La berline Colt n'a pas été vendue aux États-Unis pour la sixième génération (bien qu'elle fût vendue au Canada), car elle serait remplacée par les Dodge Shadow / Plymouth Sundance à hayons dans la gamme Dodge / Plymouth pour 1989. Au Canada, seule l'Eagle Vista, un modèle qui a remplacé la berline Colt, a continué lorsque la Colt a subi une refonte. La carrosserie berline était cependant disponible pour les consommateurs américains sous la forme de l'Eagle Summit. Les berlines Dodge et Plymouth Colt sont revenues pour 1993-1994 en tant que variante de la prochaine génération d'Eagle Summit. Les Dodge / Plymouth Colt, Eagle Summit et Mitsubishi Mirage de cette génération utilisaient un moteur quatre cylindres en ligne de 1,5 ou 1,6 litre.
Un modèle propulsé par le moteur quatre cylindres 4G61T turbocompressé 1,6 litre de 135 ch (101 kW) a été produit pour l'année modèle 1989 uniquement. Selon les rumeurs, 1500 de ces éditions spéciales auraient été produites. Le moteur n'était proposé que dans la Mirage et la Colt GT Turbo, qui se distinguaient par leurs effets au sol et leurs becquets (bien que ces pièces soient également disponibles à un prix en tant que compléments sur d'autres niveaux de finitions) et par leurs fonctionnalités supplémentaires que l'on ne trouve pas normalement sur les modèles de base tels que les sièges électriques, les vitres électriques, les verrous électriques et les rétroviseurs électriques, l'intérieur et les sièges de couleur spéciale, ainsi qu'un groupe de jauges de 240 km/h, 9 000 tr/min. La Colt Turbo / Mirage Turbo était l'une des dix meilleurs du magazine Car and Driver pour 1989. Une version atmosphérique de ce moteur était disponible pour la Colt GT des années suivantes, avec une puissance réduite à 113 ch.
La puissance du moteur 4G15 de 1,5 litre allait jusqu'à 82 ch (61 kW) grâce à l'injection de carburant multipoint. La vitesse maximale était de 160 km/h.
Le Colt break a été repensé en 1991, maintenant basé sur le RVR, et a continué sa production jusqu'à l'année modèle 1996.

## Septième génération

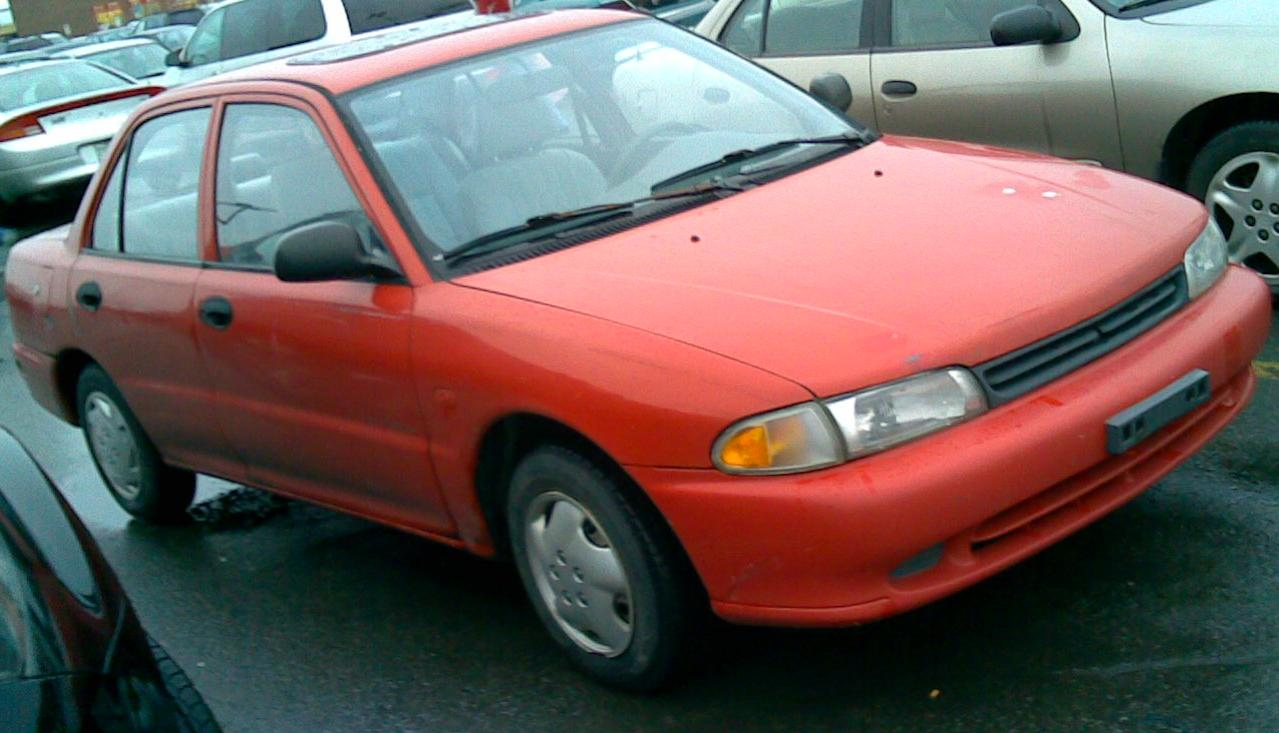
Plymouth Colt III

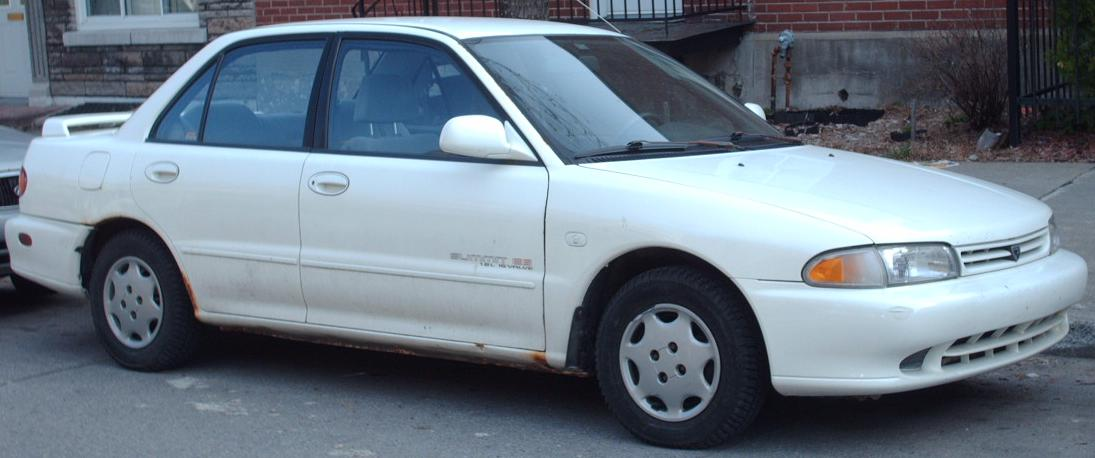
Eagle Summit II

Le modèle de la septième génération de Colt était le même que la version Plymouth, et également le même que l'Eagle Summit. Comme d'habitude, elles étaient toutes simplement des versions conçues par badge de la Mitsubishi Mirage / Lancer. La carrosserie coupé deux portes était unique sur le marché nord-américain. Il n'y avait pas de version à hayon de la septième génération de Dodge / Plymouth Colt. Initialement disponible en versions Base et GL, l'ES (avec des intentions supposément plus sportives) a été ajoutée plus tard.
Des moteurs à quatre cylindres de 1,5 et 1,8 litre ont été utilisés, le plus gros moteur n'étant à l'origine disponible que pour les Colt quatre portes. Alors que les variantes sportives proposées dans la sixième génération n'ont pas été renouvelées, l'ES deux portes était disponible avec le plus puissant moteur SOHC à seize soupapes de 1.8 L pour l'année modèle 1994. Le plus petit moteur avait 92 ch (69 kW) tandis que la version plus grande avait 113 ch (84 kW). Le précédent Colt break (Mitsubishi RVR) a continué d'être vendu jusqu'en 1996, tandis que la Dodge Colt a été remplacée par la nouvelle Neon après l'année modèle 1994.

## Versions associées
La plaque signalétique Plymouth Cricket a été utilisée (en plus du nom Dodge Colt) sur les Galant vendues au Canada entre le milieu de 1973 et 1975, après que Chrysler a cessé d'utiliser le nom Plymouth Cricket pour un modèle rebadgé et basé sur l'Hillman Avenger provenant du Royaume-Uni (et vendu à travers l'Amérique du Nord entre 1971 et 1973).
La Plymouth Arrow a été proposée de 1976 à 1980 en tant que version rebadgée de la Mitsubishi Lancer Celeste, à ne pas confondre avec le pick-up Mitsubishi rebadgé et vendu sous le nom de Plymouth Arrow à partir de 1979.